# St. Trinitatis (Ottendorf)

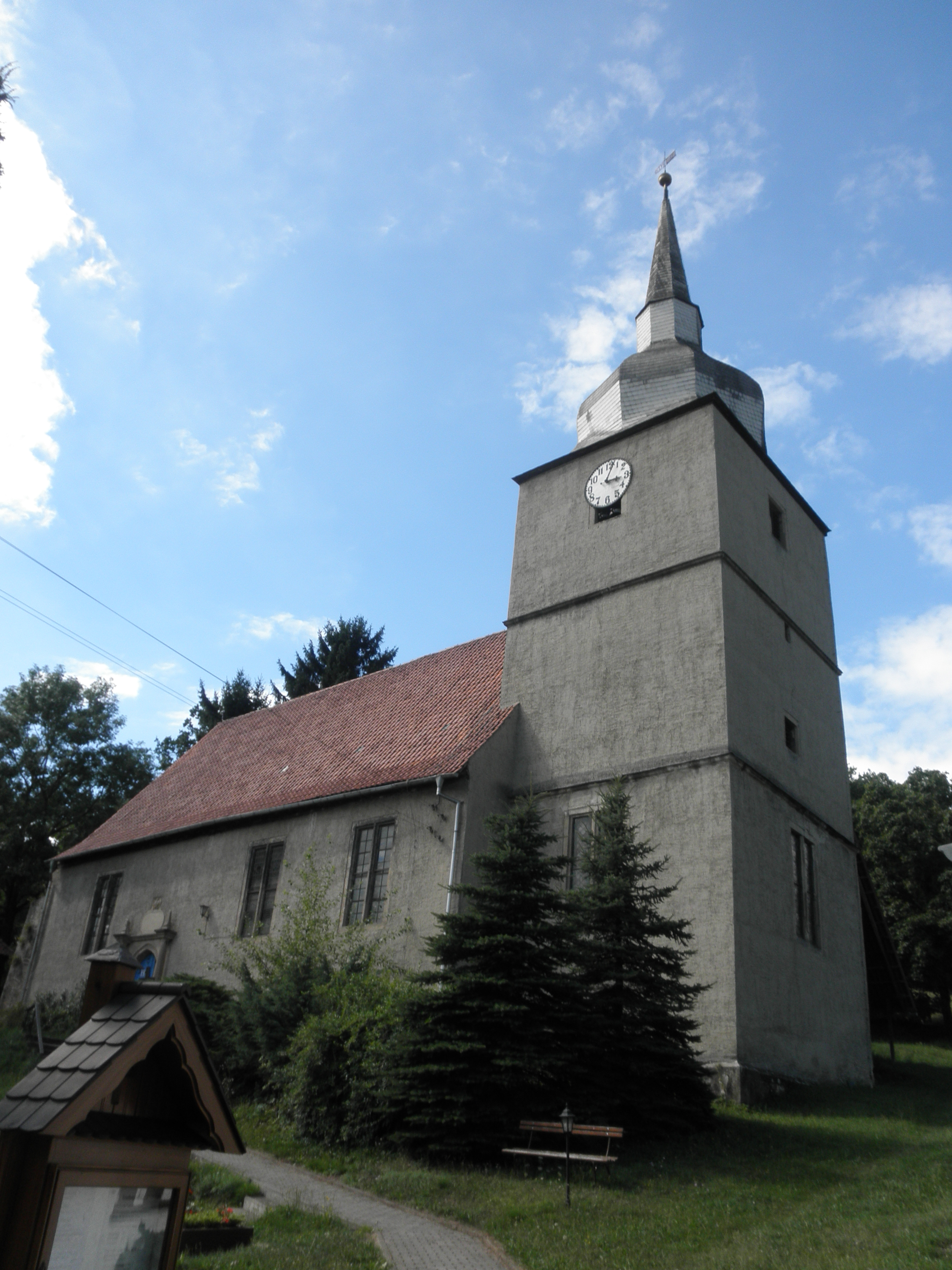
St. Trinitatis

Die evangelisch-lutherische, denkmalgeschützte Kirche St. Trinitatis steht in Ottendorf, einer Gemeinde im Saale-Holzland-Kreis von Thüringen. Die Kirchengemeinde Ottendorf gehört zum Pfarrbereich Ottendorf im Kirchenkreis Eisenberg der Evangelischen Kirche in Mitteldeutschland.

## Beschreibung
Eine Kirche wurde bereits im 13. Jahrhundert an der Stelle errichtet, wo vorher die hölzerne Kapelle Sankt-Andreas stand. Die Kirche erhielt ihr heutiges äußeres Aussehen auf Initiative der Herren von Meusebach 1626/1627. Die Saalkirche hat einen eingezogenen quadratischen Chorturm. Das hölzerne Glockenhaus neben der Kirche wurde 1834 errichtet, weil der Glockenstuhl im Helm des Turms die Glocken nicht mehr tragen konnte. Die älteste und kleinste Glocke stammt aus dem Jahr 1404. 
Im 18. Jahrhundert wurde die Kirche verändert und repariert. Am Chor und an der Südseite des mit einem Satteldach bedeckten Langhauses sind zweibahnige Fenster sowie ein dekoriertes Portal. Im Süden befindet sich ein spitzbogiges Portal mit profiliertem Gewände und einem Paar Säulen auf Postamenten, bekrönt von kleinen Obelisken. Darüber hat eine Kartusche eine allerdings erloschene Inschrift und ein 1639 eingesetztes Wappen des Georg Albert Meusbach. An der Westseite liegt die Treppe zur Empore. 
Die wandfeste und die bewegliche Kirchenausstattung einschließlich des Chors ist zum größten Teil aus dem 2. Viertel des 17. Jahrhunderts. Das Langhaus hat dreiseitige, mehrfach veränderte Emporen mit einer massiven Wendeltreppe in der Südwestecke. Die Brüstungen der Emporen sind kassettiert und haben vorgestellte Säulen an Nord- und Westseite. Auf den Brüstungen im Norden und Westen sind 19 Szenen der Passion, im Süden die Apostel und die Evangelisten gemalt. In der Südostecke des Kirchenschiffs stehen die Kanzel und ein mit Rokoko-Ornamentik bemalter Kirchenstand, beide sind um 1762 entstanden. Die Kanzel wurde später hierher umgesetzt. Die Ausmalung des Kreuzgratgewölbes des Chors aus Wolken, Engelsköpfchen und Engel mit Marterwerkzeugen, und der Wände des Chors, es sind nur noch Fragmente von Rollwerkmalerei vorhanden, ist 1639 entstanden. Der Altar ist von 1649. Das Altarretabel hat volkstümliche Gemälde der Kreuzigung und Grablegung. Das runde Taufbecken ist von 1630. 

## Orgeln

### Seit 1865: Poppe-Orgel
Die Orgel mit 13 Registern, verteilt auf 2 Manuale und Pedal, wurde 1865 von Daniel Adolf Poppe gebaut.

### 1742–1865: Friderici-Orgel
Die Kirche hatte seit 1742 eine barocke Orgel aus der Werkstatt des Silbermann-Schülers Christian Ernst Friederici aus Gera. Die Kirchgemeinde verkaufte diese Orgel nach 123 Jahren günstig an die Nachbarkirchgemeinde für ihre Dorfkirche Stanau. Den Einbau dort 1865 verantwortete Daniel Adolf Poppe. Das Instrument mit Manual, Pedal und 10 Registern wurde 1975 von Friedrich Löbling restauriert.